# فيرنر وولف غلاسر
فيرنر وولف غلاسر (بالسويدية: Werner Wolf Glaser؛ بالألمانية: Werner Wolf Glaser) هو مؤرخ الفن وملحن وعازف بيانو وشاعر سويدي وألماني ودنماركي، ولد في 14 أبريل 1910 في كولونيا في ألمانيا، وتوفي في 3 أغسطس 2006 في فيستيروس في السويد.

## وصلات خارجية
- فيرنر وولف غلاسر على موقع ميوزك برينز (الإنجليزية)